# Назарчук Віктор Миколайович
Ві́ктор Микола́йович Назарчу́к (народився 15 березня 1989 в селі Головеньки, на Борзнянщині — помер 26 грудня 2023 поблизу населеного пункту Міньківка, Бахмутського району) — молодший лейтенант Збройних сил України, загинув на російсько-українській війні, посмертно нагороджений орденом Богдана Хмельницького ІІІ ступеня.

## Життєпис
У рідному селі Головеньки закінчив навчання в школі. Професійну та вищу освіту здобував у Ніжині.
Професійний талановитий музикант. Його власна сім'я народилася в Носівці. Разом з дружиною Юлією виховували двох діток — Максимка й Анечку.
У травні 2023 року мобілізований до лав Збройних Сил України, служив командиром 2-го стрілецького взводу, 4-ї стрілецької роти 2-го стрілецького батальйону.
Поліг у бою внаслідок мінометного обстрілу під час виконання бойового завдання в районі населеного пункту Міньківка, Бахмутського району.
Похований у Носівці (кладовище на вулиці Кармелюка).
8 січня 2024 дружина, Назарчук Юлія Василівна, ініціювала петицію про присвоєння Віктору звання Героя України (посмертно). Петиція набрала 25202 голоси з 25 000 необхідних. Станом на 15 вересня 2024 петиція має статус «На розгляді».

## Родина
Мама Віра Петрівна, батько Микола Володимирович, дружина Юлія Василівна, син Максим, донька Анна.

## Відзнаки
За час служби був нагороджений відомчою нагородою Хрестом Хоробрих, а також мав подяку від командування 4-ї стрілецької роти військової частини А 0409 за розумну ініціативу, сумлінне виконання службових обов'язків та вагомий внесок в зміцнення незалежності нашої держави.
23 квітня 2024 року Указом Президента України посмертно нагороджений орденом Богдана Хмельницького ІІІ ступеня.